# Olympische Sommerspiele 1952/Teilnehmer (Dänemark)
| Gelbes Symbol für Goldmedaillen mit stilisierten Olympischen Ringen | Graues Symbol für Silbermedaillen mit stilisierten Olympischen Ringen | Braundes Symbol für Bronzemedaillen mit stilisierten Olympischen Ringen |
| ------------------------------------------------------------------- | --------------------------------------------------------------------- | ----------------------------------------------------------------------- |
| 2                                                                   | 1                                                                     | 3                                                                       |

Dänemark nahm an den Olympischen Sommerspielen 1952 in Helsinki mit einer Delegation von 129 Athleten (115 Männer und 14 Frauen) an 73 Wettkämpfen in 15 Sportarten teil.
Die dänischen Sportler gewannen zwei Gold-, eine Silber- und drei Bronzemedaillen. Olympiasieger wurden der Segler Paul Elvstrøm in der Bootsklasse Finn-Dinghy sowie die Kanuten Peder Rasch und Finn Haunstoft im Zweier-Canadier über 1000 Meter. Fahnenträger bei der Eröffnungsfeier war der Fechter Erik Swane Lund.

## Teilnehmer nach Sportarten

### Boxen
- Kjeld Steen
Fliegengewicht: in der 1. Runde ausgeschieden
- Niels Bertelsen
Leichtgewicht: in der 1. Runde ausgeschieden
- Hans Petersen
Halbweltergewicht: in der 1. Runde ausgeschieden
- Victor Jørgensen
Weltergewicht: Bronze
- Ebbe Kops
Halbmittelgewicht: im Achtelfinale ausgeschieden

### Fechten
Männer
- Mogens Lüchow
Degen: 10. Platz
Degen Mannschaft: 5. Platz
- René Dybker
Degen: im Halbfinale ausgeschieden
Degen Mannschaft: 5. Platz
- Raimondo Carnera
Degen: im Viertelfinale ausgeschieden
Degen Mannschaft: 5. Platz
Säbel Mannschaft: im Viertelfinale ausgeschieden
- Erik Swane Lund
Degen Mannschaft: 5. Platz
- Ib Nielsen
Degen Mannschaft: 5. Platz
- Jakob Lyng
Degen Mannschaft: 5. Platz
Säbel Mannschaft: im Viertelfinale ausgeschieden
- Palle Frey
Säbel: im Viertelfinale ausgeschieden
Säbel Mannschaft: im Viertelfinale ausgeschieden
- Ivan Ruben
Säbel: in der 1. Runde ausgeschieden
Säbel Mannschaft: im Viertelfinale ausgeschieden
- Paul Theisen
Säbel Mannschaft: im Viertelfinale ausgeschieden

Frauen
- Karen Lachmann
Florett: Bronze
- Ulla Barding-Poulsen
Florett: in der 1. Runde ausgeschieden
- Kate Mahaut
Florett: in der 1. Runde ausgeschieden

### Fußball
- im Viertelfinale ausgeschieden
Erik Terkelsen
Holger Seebach
Jens Peder Hansen
Jørgen Hansen
Jørgen Johansen
Knud Lundberg
Poul Andersen
Poul Erik Petersen
Poul Petersen
Steen Blicher
Svend Nielsen

### Gewichtheben
- Johan Runge
Leichtgewicht: 7. Platz
- Jørgen Moritzen
Mittelgewicht: 13. Platz
- Jens Jørn Mortensen
Mittelschwergewicht: 15. Platz

### Kanu
Männer
- Knud Albjerg
Einer-Kajak 1000 m: im Vorlauf ausgeschieden
- Ejvind Hansen
Einer-Kajak 10.000 m: 4. Platz
- Egon Dyg
Zweier-Kajak 1000 m: 9. Platz
- Andreas Lind
Zweier-Kajak 1000 m: 9. Platz
- Ingvard Nørregaard
Zweier-Kajak 10.000 m: 8. Platz
- Svend Frømming
Zweier-Kajak 10.000 m: 8. Platz
- Peder Rasch
Zweier-Canadier 1000 m: Gold
- Finn Haunstoft
Zweier-Canadier 1000 m: Gold

Frauen
- Bodil Svendsen
Einer-Kajak 500 m: 5. Platz

### Leichtathletik
Männer
- Gunnar Nielsen
800 m: 4. Platz
- Ib Planck
5000 m: im Vorlauf ausgeschieden
- Thyge Thøgersen
10.000 m: 24. Platz
- Erik Simonsen
Marathon: 42. Platz
- Olaf Sørensen
Marathon: 48. Platz
- Ragnvald Thunestvedt
10.000 m Gehen: im Vorlauf ausgeschieden
- Harry Kristensen
50 km Gehen: 20. Platz
- Preben Larsen
Dreisprung: 13. Platz
- Jørgen Munk Plum
Diskuswurf: 13. Platz
- Poul Cederquist
Hammerwurf: 16. Platz

Frauen
- Lily Carlstedt
Speerwurf: 5. Platz

### Radsport
- Hans Andresen
Straßenrennen: 9. Platz
Straße Mannschaftswertung: 6. Platz
- Jørgen Frank Rasmussen
Straßenrennen: 19. Platz
Straße Mannschaftswertung: 6. Platz
- Wedell Poul Østergaard
Straßenrennen: 37. Platz
Straße Mannschaftswertung: 6. Platz
- Helge Hansen
Straßenrennen: 52. Platz
Straße Mannschaftswertung: 6. Platz
- Ove Krogh Rants
Bahn Sprint: in der 4. Runde ausgeschieden
- Ib Vagn Hansen
Bahn 1000 m Zeitfahren: 6. Platz
- Jens Juul Eriksen
Bahn Tandem: 5. Platz
- Olaf Holmstrup
Bahn Tandem: 5. Platz
- Knud E. Andersen
Bahn 4000 m Mannschaftsverfolgung: 5. Platz
- Preben Lundgren Kristensen
Bahn 4000 m Mannschaftsverfolgung: 5. Platz
- Jean Hansen
Bahn 4000 m Mannschaftsverfolgung: 5. Platz
- Henning R. Larsen
Bahn 4000 m Mannschaftsverfolgung: 5. Platz
- Bent Jørgensen
Bahn 4000 m Mannschaftsverfolgung: 5. Platz

### Reiten
- Hans Christian Andersen
Vielseitigkeit: 25. Platz
Vielseitigkeit Mannschaft: 5. Platz
- Otto Mønsted Acthon
Vielseitigkeit: 26. Platz
Vielseitigkeit Mannschaft: 5. Platz
- Aage Rubæk-Nielsen
Vielseitigkeit: 30. Platz
Vielseitigkeit Mannschaft: 5. Platz
- Lis Hartel
Dressur: Silber
- Kristian Jensen
Dressur: 18. Platz

### Ringen
- Svend Aage Thomsen
Fliegengewicht, griechisch-römisch: in der 3. Runde ausgeschieden
- Leo Cortsen
Bantamgewicht, griechisch-römisch: in der 2. Runde ausgeschieden
- Jack Rasmussen
Leichtgewicht, griechisch-römisch: in der 3. Runde ausgeschieden
- Eigil Johansen
Bantamgewicht, Freistil: in der 3. Runde ausgeschieden
- Erik Østrand
Leichtgewicht, Freistil: in der 3. Runde ausgeschieden

### Rudern
Männer
- Ebbe Parsner
Doppel-Zweier: in der 2. Runde ausgeschieden
- Aage Larsen
Doppel-Zweier: in der 2. Runde ausgeschieden
- Bent Jensen
Zweier ohne Steuermann: im Halbfinale ausgeschieden
- Palle Tillisch
Zweier ohne Steuermann: im Halbfinale ausgeschieden
- Svend Pedersen
Zweier mit Steuermann: Bronze
- Poul Svendsen
Zweier mit Steuermann: Bronze
- Jørgen Frantzen
Zweier mit Steuermann: Bronze
- Knud Bruun Jensen
Vierer ohne Steuermann: in der 2. Runde ausgeschieden
- Carl Nielsen
Vierer ohne Steuermann: in der 2. Runde ausgeschieden
- Harry Nielsen
Vierer ohne Steuermann: in der 2. Runde ausgeschieden
- Paul Locht
Vierer ohne Steuermann: in der 2. Runde ausgeschieden
- Niels Kristensen
Vierer mit Steuermann: im Halbfinale ausgeschieden
- Ove Nielsen
Vierer mit Steuermann: im Halbfinale ausgeschieden
- Peter Hansen
Vierer mit Steuermann: im Halbfinale ausgeschieden
- Bent Blach Petersen
Vierer mit Steuermann: im Halbfinale ausgeschieden
- Eivin Kristensen
Vierer mit Steuermann: im Halbfinale ausgeschieden
- John Vilhelmsen
Achter mit Steuermann: im Halbfinale ausgeschieden
- Ole Scavenius Jensen
Achter mit Steuermann: im Halbfinale ausgeschieden
- Bjørn Stybert
Achter mit Steuermann: im Halbfinale ausgeschieden
- Helge Muxoll Schrøder
Achter mit Steuermann: im Halbfinale ausgeschieden
- Mogens Snogdahl
Achter mit Steuermann: im Halbfinale ausgeschieden
- Jørn Snogdahl
Achter mit Steuermann: im Halbfinale ausgeschieden
- Preben Hoch
Achter mit Steuermann: im Halbfinale ausgeschieden
- Leif Hermansen
Achter mit Steuermann: im Halbfinale ausgeschieden
- Bjørn Brønnum
Achter mit Steuermann: im Halbfinale ausgeschieden

### Schießen
- Per Winge
Schnellfeuerpistole 25 m: 27. Platz
- Per Nielsen
Schnellfeuerpistole 25 m: 47. Platz
- Uffe Schultz Larsen
Freies Gewehr Dreistellungskampf 300 m: 15. Platz
Kleinkalibergewehr Dreistellungskampf 50 m: 15. Platz
Kleinkalibergewehr liegend 50 m: 28. Platz
- Jørgen Hare
Kleinkalibergewehr liegend 50 m: 38. Platz
- Allan Christensen
Trap: 31. Platz

### Schwimmen
Männer
- Knud Gleie
200 m Brust: im Vorlauf ausgeschieden

Frauen
- Ragnhild Hveger
100 m Freistil: im Halbfinale ausgeschieden
400 m Freistil: 5. Platz
4-mal-100-Meter-Freistilstaffel: 4. Platz
- Greta Andersen
100 m Freistil: im Halbfinale ausgeschieden
400 m Freistil: 8. Platz
4-mal-100-Meter-Freistilstaffel: 4. Platz
- Mette Ove Petersen
100 m Freistil: im Vorlauf ausgeschieden
400 m Freistil: im Vorlauf ausgeschieden
4-mal-100-Meter-Freistilstaffel: 4. Platz
- Rita Larsen
4-mal-100-Meter-Freistilstaffel: 4. Platz
- Gerda Olsen
100 m Rücken: im Vorlauf ausgeschieden
- Jytte Hansen
200 m Brust: 5. Platz
- Eileen Ward Petersen
200 m Brust: im Vorlauf ausgeschieden
- Kirsten Hedegaard Jensen
200 m Brust: im Vorlauf ausgeschieden

### Segeln
- Paul Elvstrøm
Finn-Dinghy: Gold
- Ole Berntsen
Drachen: 5. Platz
- William Berntsen
Drachen: 5. Platz
- Aage Birch
Drachen: 5. Platz
- Henning Christensen
5,5-Meter-Klasse: 11. Platz
- Ingemann Bylling Jensen
5,5-Meter-Klasse: 11. Platz
- Poul Ohff
5,5-Meter-Klasse: 11. Platz

### Turnen
- Poul Jessen
Einzelmehrkampf: 66. Platz
Boden: 55. Platz
Pferdsprung: 54. Platz
Barren: 128. Platz
Reck: 75. Platz
Ringe: 90. Platz
Seitpferd: 47. Platz
Mannschaftsmehrkampf: 15. Platz
- Volmer Thomsen
Einzelmehrkampf: 67. Platz
Boden: 82. Platz
Pferdsprung: 44. Platz
Barren: 111. Platz
Reck: 83. Platz
Ringe: 79. Platz
Seitpferd: 73. Platz
Mannschaftsmehrkampf: 15. Platz
- Freddy Jensen
Einzelmehrkampf: 75. Platz
Boden: 73. Platz
Pferdsprung: 149. Platz
Barren: 133. Platz
Reck: 67. Platz
Ringe: 63. Platz
Seitpferd: 65. Platz
Mannschaftsmehrkampf: 15. Platz
- Børge Nielsen
Einzelmehrkampf: 93. Platz
Boden: 107. Platz
Pferdsprung: 114. Platz
Barren: 116. Platz
Reck: 95. Platz
Ringe: 69. Platz
Seitpferd: 117. Platz
Mannschaftsmehrkampf: 15. Platz
- Bjarne Jørgensen
Einzelmehrkampf: 105. Platz
Boden: 141. Platz
Pferdsprung: 95. Platz
Barren: 124. Platz
Reck: 61. Platz
Ringe: 94. Platz
Seitpferd: 140. Platz
Mannschaftsmehrkampf: 15. Platz
- Børge Minerth
Einzelmehrkampf: 129. Platz
Boden: 112. Platz
Pferdsprung: 146. Platz
Barren: 178. Platz
Reck: 89. Platz
Ringe: 58. Platz
Seitpferd: 118. Platz
Mannschaftsmehrkampf: 15. Platz
- Gunnar Pedersen
Einzelmehrkampf: 132. Platz
Boden: 159. Platz
Pferdsprung: 98. Platz
Barren: 158. Platz
Reck: 114. Platz
Ringe: 127. Platz
Seitpferd: 133. Platz
Mannschaftsmehrkampf: 15. Platz

### Wasserspringen
Männer
- Thomas Christiansen
Turmspringen 10 m: 11. Platz
- Jacob Gjerding
Turmspringen 10 m: 15. Platz